# Diocesi di Lu'an
La diocesi di Lu'an (in latino: Dioecesis Lunganensis) è una sede della Chiesa cattolica in Cina suffraganea dell'arcidiocesi di Taiyuan. Nel 1949 contava 30.000 battezzati su 3.000.000 di abitanti. La sede è vacante.

## Territorio
La diocesi comprende le città-prefettura di Changzhi e di Jincheng nel sudovest della provincia cinese di Shanxi.
Sede vescovile è la città di Changzhi (fino al 1912 conosciuta come Lu'an o Luan), dove si trova la cattedrale del Sacro Cuore.

## Storia
Il vicariato apostolico dello Shansi Meridionale fu eretto il 17 giugno 1890 con il breve Quae catholico nomini di papa Leone XIII, ricavandone il territorio dal vicariato apostolico dello Shansi (oggi arcidiocesi di Taiyuan).
Il 3 dicembre 1924 assunse il nome di vicariato apostolico di Luanfu in forza del decreto Vicarii et Praefecti della Congregazione di Propaganda Fide.
Il 17 giugno 1932 e il 25 maggio 1936 cedette porzioni del proprio territorio a vantaggio dell'erezione rispettivamente della prefettura apostolica di Hongdong (oggi diocesi) e della prefettura apostolica di Xinjiang (Jiangzhou).
L'11 aprile 1946 il vicariato apostolico è stato elevato a diocesi con la bolla Quotidie Nos di papa Pio XII.
Il 6 gennaio 2000 il governo cinese ha provveduto a nominare e a far ordinare il nuovo vescovo "patriottico" della diocesi, Jin Daoyuan. Il 10 novembre 2016 è stato consacrato Peter Ding Lingbin, riconosciuto sia dalla Santa Sede e come da Pechino.

## Cronotassi dei vescovi
Si omettono i periodi di sede vacante non superiori ai 2 anni o non storicamente accertati.
- Martin Poell, O.F.M. † (17 giugno 1890 - 2 gennaio 1891 deceduto)
- Johannes Hofman, O.F.M. † (24 aprile 1891 - 16 luglio 1901 dimesso)
- Alberto Odorico Timmer, O.F.M. † (31 luglio 1901 - 20 agosto 1926 dimesso)
- Anton Theodor Fortunatus Spruit, O.F.M. † (22 novembre 1927 - 12 luglio 1943 deceduto)
  - Sede vacante (1943-1946)
- Francis Gerard Constantin Kramer, O.F.M. † (7 febbraio 1946 - 14 gennaio 1998 deceduto)
  - Sede vacante
  - Anthony Li Wei-dao † (21 luglio 1982 consacrato - 21 luglio 1998 deceduto) (vescovo clandestino)
  - Hermengild Li Yi, O.F.M. † (28 gennaio 1998 consacrato - 24 maggio 2012 deceduto)[4] (vescovo clandestino)
  - Andrew Jin Dao-yuan † (6 gennaio 2000 - 2016 ritirato) (vescovo patriottico)
  - Peter Ding Lingbin, dal 10 novembre 2016[5]

## Statistiche
Le ultime statistiche ufficiali riportate dall'Annuario Pontificio si riferiscono al 1949; in quell'anno la diocesi, su una popolazione di 3.000.000 persone, contava 30.000 battezzati, corrispondenti all'1,0% del totale.
| anno | popolazione | popolazione | popolazione | presbiteri | presbiteri | presbiteri | presbiteri                | diaconi | religiosi | religiosi | parrocchie |
| anno | battezzati  | totale      | %           | numero     | secolari   | regolari   | battezzati per presbitero | diaconi | uomini    | donne     | parrocchie |
| ---- | ----------- | ----------- | ----------- | ---------- | ---------- | ---------- | ------------------------- | ------- | --------- | --------- | ---------- |
| 1949 | 30.000      | 3.000.000   | 1,0         | 18         | 18         |            | 1.666                     |         |           | 27        |            |

Secondo dati statistici riportati dall'Agenzia Fides, nel 2012 la diocesi contava circa 50.000 fedeli, con circa 50 sacerdoti e 60 chiese.